# HMCS Chilliwack (K131)
«Чилівак» (англ. HMCS Chilliwack (K131) — військовий корабель, корвет типу «Флавер» Королівського військово-морського флоту Канади за часів Другої світової війни.
Корвет «Чилівак» був закладений 3 липня 1940 року на верфі компанії Burrard Dry Dock у Норт-Ванкувері. 14 вересня 1940 року він був спущений на воду, а 8 квітня 1941 року увійшов до складу Королівських ВМС Великої Британії.

## Історія служби
27 грудня 1942 року корвет діяв північніше Азорських островів разом з есмінцем «Сен-Лорен» та корветами «Бетлфорд» і «Напані», де виявили і потопили німецький підводний човен U-356.
6 березня 1944 року «Чилівак» у взаємодії з есмінцями «Ікарус», «Шод'єр» та «Гатино», корветами «Кенілворт Касл» та «Феннель» і фрегатом «Св. Катаріна» після 31-годинного переслідування та атак німецького підводного човна U-744 змусили його спливти та здатись. Німецький екіпаж був підібраний канадськими моряками, а корабель затоплений.